# Distretto di Cairani
Il distretto di Cairani è un distretto del Perù, facente parte della provincia di Candarave, nella regione di Tacna.